# حزب العمال الجزائري
حزب العمال الجزائري هو حزب يساري، يدافع عن حماية وتشجيع الحركات النقابية في الجزائر. بما في ذلك مبدأ المساواة في الشكل هو الادعاء بأن توزيعا أفضل للثروة على الناس من  بلد.  يعود إنشاء هذا الحزب إلى عام 1990، بعد عام واحد من الإصلاح الدستوري، الذي أدخل نظامًا متعدد الأحزاب، أمينها العام لويزة حنون، التي كانت في عام 2004 أول امرأة في العالم العربي ترشح نفسها للانتخابات الرئاسية.
حصل حزب العمال على 3.3 في المائة من الأصوات وانتخب 21 عضواً في البرلمان في الانتخابات التشريعية لعام 2002.  في الانتخابات الرئاسية لعام 2004، كانت حنون أول امرأة في الجزائر ترشح للمنصب. حصلت على 101,630 صوتًا (1 بالمائة).
في الانتخابات البرلمانية لعام 2007 ، كان أكبر حزب معارض، حيث فاز بنسبة 5.08 ٪ من الأصوات و 26 مقعدًا من أصل 389. تحالف الأحزاب الثلاثة (جبهة التحرير الوطني) ، التجمع الوطني من أجل الديمقراطية (RND) وحركة مجتمع السلم فاز 249 من أصل 389. وكانت نسبة المشاركة 35 ٪ فقط
في الانتخابات الإقليمية والبلدية لعام 2007، فازت في أكثر من 1000 انتخابات فازت بنسبة 6.5 ٪ من الأصوات..

## النشأة
تأسس حزب العمال سنة 1990 وهو امتداد للمنظمة الاشتراكية للعمال التي كانت تعمل في السر قبل الإعلان عن التعددية في الجزائر في عام 1989.

## التوجهات الفكرية
حزب العمال حزب يساري معارض يتبنى المبادئ التروتسكية، فيعلن تضامنه مع العمال والطبقات الاجتماعية الأكثر عرضة للاستغلال، ووقوفه في وجه الخصخصة والدعوة إلى تدخل الدولة لحماية المستهلك.

## مسيرة حزب العمال السياسية
دعا حزب العمال الحكومة إلى اتخاذ تدابير من أجل إعادة بعث الإنتاج الوطني وحمايته، معتبرا أن دعم الحكومة لبعض أسعار المواد الأساسية يبقى إجراء غير كاف. وشد على أن للجزائر من الإمكانات ما يسمح لها بالوصول إلى الاكتفاء الذاتي في العديد من المنتجات الفلاحية.
معتبرا في ذات الوقت أن تحسين القدرة الشرائية للمواطنين لا يتناسب مع اعتماد مبلغ 25 ألف دينار كأجر قاعدي.
وأرجع مسؤولية ذلك إلى ما أسمه تنصّل الدولة من قطاع التجارة وتكسير ميكانزمات المراقبة وضبط الأسعار، حيث أكدت لويزة حنون بخصوص الوضع الاقتصادي للبلاد، أنه ينبغي فتح نقاش على مستوى البرلمان لتقييم مسار الخوصصة الذي شهدته العديد من المؤسسات العمومية.

## مواضيع ذات صلة
- الاتحاد العام الجزائري للشباب

## وصلات أخرى

### وصلات داخلية
- لويزة حنون

### وصلات خارجية
- الموقع الرسمي لحزب العمال.